# Písník u Želí
Písník u Želí o rozloze vodní plochy 0,1 ha se nalézá u autobusové zastávky na silnici III. třídy č. 32329 ve vesnici Želí, místní části obce Libčany v okrese Hradec Králové. Písník vznikl při těžbě písku v 1. polovině 20. století a v současnosti představuje lokální biocentrum pro rozmnožování obojživelníků.

## Galerie

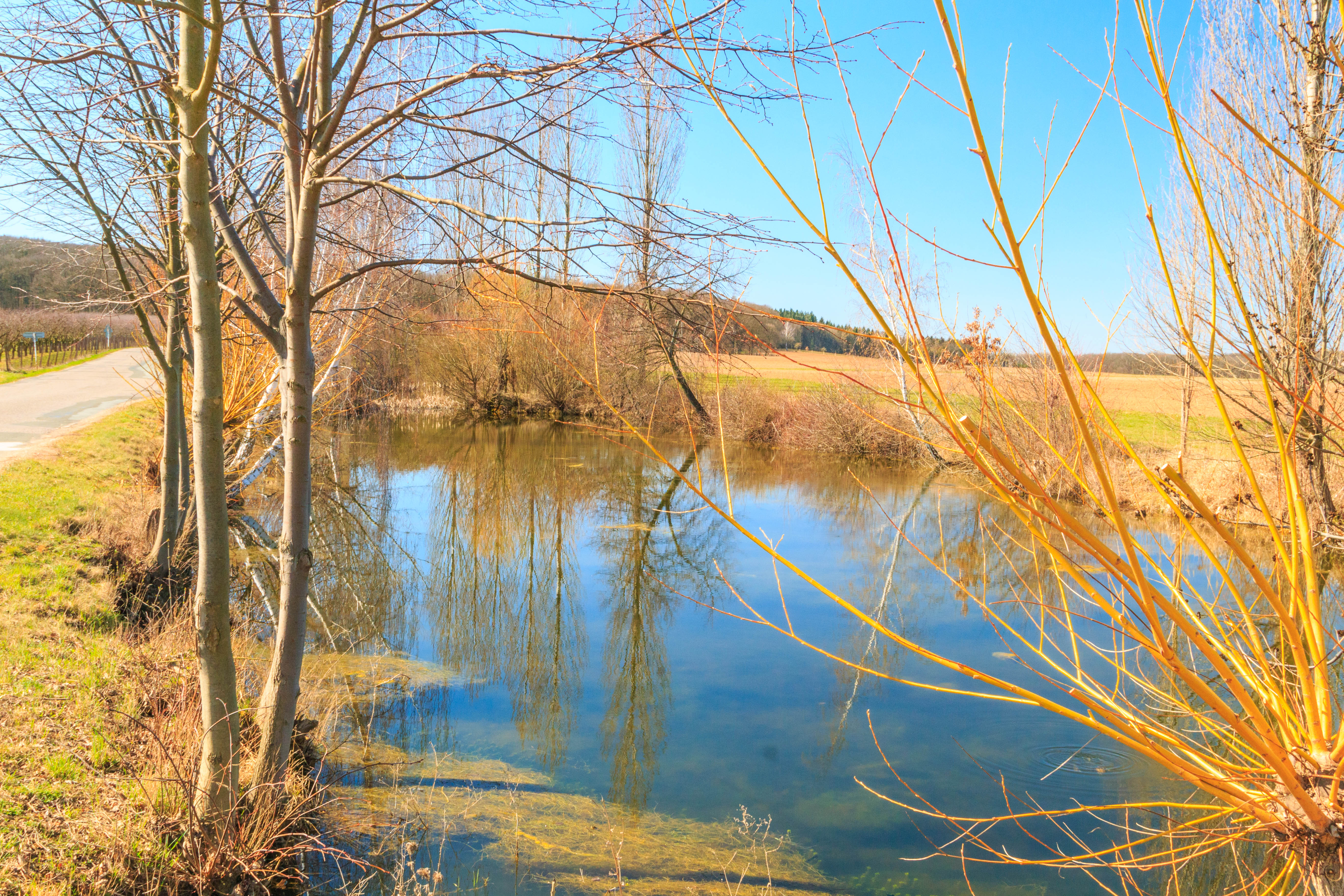
Pohled na písník u autobusové zastávky Želí
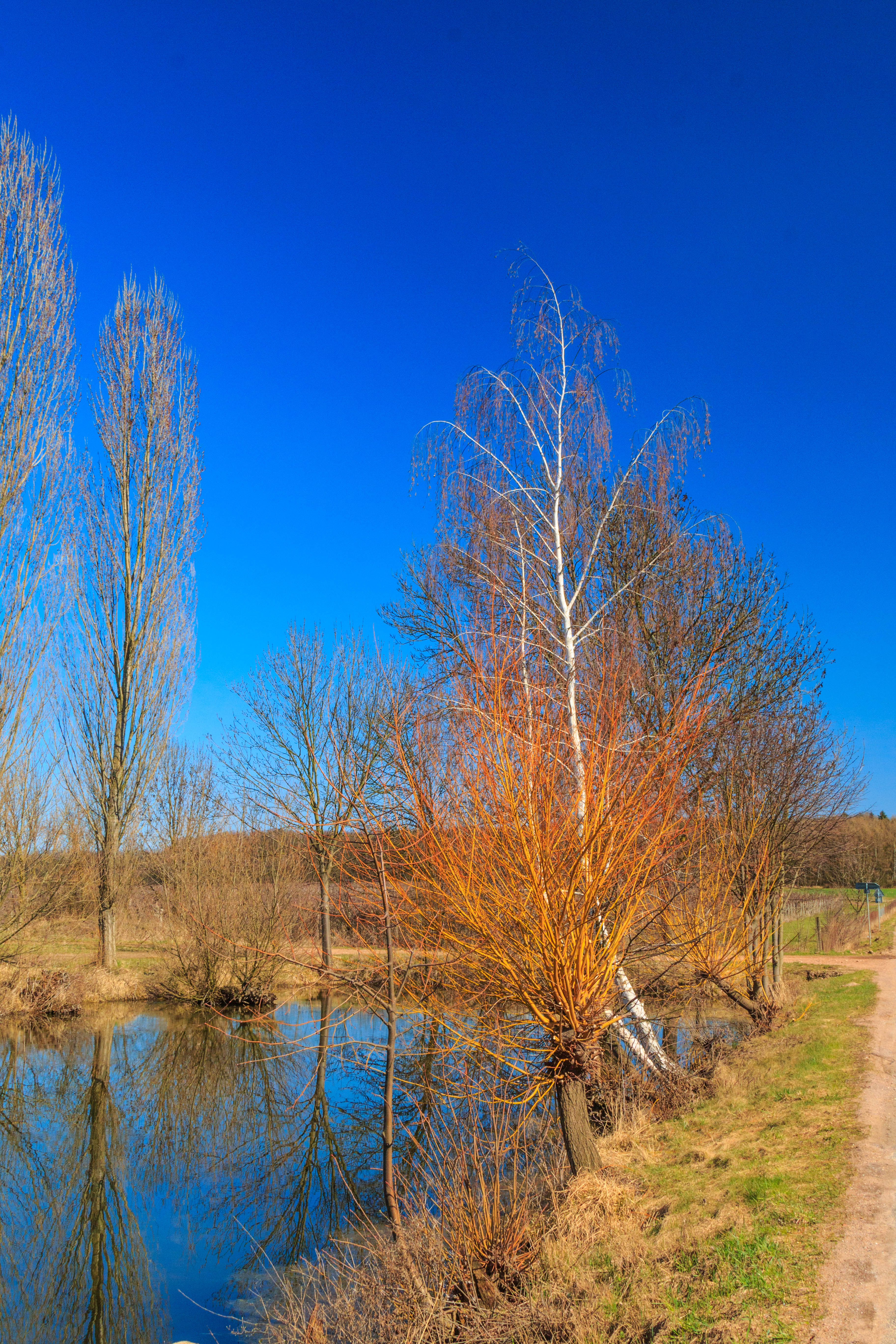
Pohled na písník u autobusové zastávky Želí